# Pržno (Vsetíni járás)
Pržno település Csehországban, Vsetíni járásban. Pržno Bystřička, Kateřinice, Jablůnka, Ratiboř és Mikulůvka településekkel határos. Lakosainak száma 617 fő (2024. január 1.).

## Népesség
A település lakosságának változását az alábbi diagram mutatja:
| Lakosok száma | 792  | 853  | 864  | 843  | 698  | 656  | 648  | 639  | 623  | 617  |
|               | 1869 | 1890 | 1921 | 1950 | 1980 | 2001 | 2017 | 2019 | 2022 | 2024 |